# Molophilus (Molophilus) cervus
Molophilus (Molophilus) cervus is een tweevleugelige uit de familie steltmuggen (Limoniidae). De soort komt voor in het Neotropisch gebied.